# Peckiamyia expuncta
Peckiamyia expuncta är en tvåvingeart som först beskrevs av Guilherme A.M.Lopes 1935.  Peckiamyia expuncta ingår i släktet Peckiamyia och familjen köttflugor. Inga underarter finns listade i Catalogue of Life.